# سكوت براون (لاعب كرة قدم)
سكوت براون (بالإنجليزية: Scott Brown)‏ (25 نوفمبر 1994 بغلاسكو في المملكة المتحدة - ) هو مدرب كرة قدم ولاعب كرة قدم بريطاني في مركز الوسط. لعب مع برادفورد سيتي وسانت جونستون ونادي دمبرتون.

## وصلات خارجية
- سكوت براون على موقع قاعدة بيانات كرة القدم.إي يو (الإنجليزية)
- سكوت براون على موقع Soccerway.com (الإنجليزية)